# ميلكجيوغ (آراغاتسوتن)
مدينة ميلكجيوغ (بالإنجليزية: Melikgyugh)‏ هي إحدى المدن التابعة لمقاطعة آراغاتسوتن في أرمينيا. يقدر عدد سكانها بـ 1289 نسمة حسب الإحصاء الذي جرى عام 2011.